# Franciszek Sobolta
Franciszek Hugo Sobolta (ur. 1 kwietnia 1898 w Krakowie, zm. 21 czerwca 1963 w Heidelbergu) – podpułkownik piechoty Wojska Polskiego, działacz niepodległościowy, kawaler Orderu Virtuti Militari.

## Życiorys
Urodził się 1 kwietnia 1898 w Krakowie, w rodzinie Józefa i Janiny z Paszkowskich. Uczył się w gimnazjum w Chyrowie, szkole realnej w Krakowie. Podczas I wojny światowej służył w Legionach Polskich w szeregach 1 pułku piechoty w składzie I Brygady. Był dowódcą plutonu. Po kryzysie przysięgowym wcielony do c. i k. armii.
U kresu wojny i odzyskaniu przez Polskę niepodległości w 1918 został przyjęty do Wojska Polskiego. Uczestniczył w wojnie polsko-bolszewickiej oraz w III powstaniu śląskim. Został awansowany do stopnia kapitana piechoty ze starszeństwem z dniem 1 czerwca 1919. W 1923, 1924 był oficerem 1 pułku piechoty Legionów, pełniąc funkcję komendanta składnicy wojskowej, a także dowódcy II batalionu w kolejnych latach. Został awansowany do stopnia majora piechoty ze starszeństwem z dniem 1 stycznia 1928. W 1928 był dowódcą II batalionu w 21 pułku piechoty. Od 1930 do 1933 służył jako oficer do zleceń ministra spraw wojskowych oraz pełnił funkcję szefa samodzielnego referatu personalnego w Generalnym Inspektoracie Sił Zbrojnych. W tym czasie został awansowany do stopnia podpułkownika piechoty ze starszeństwem z dniem 1 stycznia 1932. Sprawował stanowisko szefa Biura Kapituły Orderu Wojennego „Virtuti Militari”. Od 1 stycznia 1934 był zastępcą dowódcy 36 pułku piechoty. Później był dowódcą 61 pułku piechoty w Bydgoszczy.
Po wybuchu II wojny światowej w okresie kampanii wrześniowej dowodził bydgoskim pułkiem. 15 września 1939 został ranny i wzięty przez Niemców do niewoli. Był osadzony w obozie jenieckim Murnau. U kresu wojny odzyskał wolność. Od 1 sierpnia 1945, działając w strukturze Polskiej Misji Wojskowej w Niemczech, był komendantem obozu byłych jeńców polskich w Stuttgarcie. Pod koniec 1945 przeniesiony do Polskiego Ośrodka Wojskowego w Mannheim-Käfertal, gdzie organizował Polskie Kompanie Wartownicze przy 7 Armii amerykańskiej. Pełnił stanowiska dowódcy batalionu, szefa Polskiej Sekcji Łącznikowej, szefa Głównej Sekcji Łącznikowej. Od 1 marca 1947 służył w stopniu pułkownika funkcyjnego po mianowaniu władz Polskich Sił Zbrojnych na Zachodzie. Później kierował zarządem Związku Byłych Wartowników.
Zmarł 21 czerwca 1963 w Heidelbergu. Został pochowany w kwaterze polskiej na cmentarzu w Mannheim.
Od 3 grudnia 1930 jego żoną była Zofia Maria Saba z Wendrowskich 1° v. Soboltowa, 2° v. Rachwalska (1914–1974), rzeźbiarka, scenograf, z którą miał syna Rafała (ur. 16 stycznia 1934).

## Ordery i odznaczenia
- Krzyż Srebrny Orderu Wojskowego Virtuti Militari nr 886[2]
- Krzyż Niepodległości – 7 lipca 1931 „za pracę w dziele odzyskania niepodległości”[14]
- Krzyż Kawalerski Orderu Odrodzenia Polski – 10 listopada 1928 „za zasługi na polu pracy niepodległościowej i około przyłączenia Górnego Śląska do Państwa Polskiego”[15][16]
- Krzyż Walecznych czterokrotnie
- Srebrny Krzyż Zasługi – 16 marca 1928 „za zasługi na polu wyszkolenia wojska”[17]
- Krzyż na Śląskiej Wstędze Waleczności i Zasługi
- Medal Pamiątkowy za Wojnę 1918–1921[18]
- Medal Dziesięciolecia Odzyskanej Niepodległości[18]
- Odznaka za Rany i Kontuzje[18]
- Odznaka „Za wierną służbę”[18]
- Odznaka Pamiątkowa Generalnego Inspektora Sił Zbrojnych – 12 maja 1936
- łotewski Medal Pamiątkowy 1918-1928 – 6 sierpnia 1929[19]